# 中西りえ
中西 りえ（なかにし りえ、11月28日 - ）は、日本の女性演歌歌手。所属レコード会社は日本クラウン。事務所は有限会社サニーサイド・ブレーンズ。本名は中西 里絵（なかにし りえ）。血液型はB型。

## 人物
- 出身 - 三重県伊勢市
- 趣味 - カラオケ・アニメ音楽鑑賞・漫画を読むこと・三味線(小唄用)・ソプラノサックス・クラリネット・料理・撮り鉄
- 特技 - 一度通った道を覚えること・マッサージ
- 好きな色 - 水色・白・薄紫
- 好きな食べ物 - お寿司・焼肉・チーズ・生春巻き・アボカド
- 宝物 - 家族・友達・支えて下さる方々
- 憧れの歌手 - 美空ひばり・ちあきなおみ・石川さゆり・鳥羽一郎・山川豊・島津亜矢・坂本冬美・椎名林檎
- 身長151cm。
- 家族は父・母・兄・姉。3人兄弟の次女。
- 歌唱力は、力強い男歌から艶やかな女歌まで幅広く熟す技量を持つ。
- 中学・高校と吹奏楽部に所属。パートはクラリネット。
- ファン層は、カラオケ愛好者は元より、若年層のカラオケブームの影響もあり、本人の持つ雰囲気に共感する若年の女性にも支持が多い。
- 伊勢まつりなど、出身伊勢市の定期恒例の行事への出演も多く、地元の活動も行っている。

## 経歴
- 1997年 伊勢ケーブルテレビ「春の子供カラオケ大会」優勝
- 1999年10月21日 NHK-BS2「BSジュニアのど自慢」グランプリ受賞（歌唱曲は島津亜矢の『海鳴りの詩』）
- 2002年9月15日 NHK「NHKのど自慢」鈴鹿市市制60周年の放送でチャンピオン
- 2003年4月 レコード商組合主催「三重カラオケ2003」にて最優秀賞受賞
- 皇學館高等学校卒業後[1]、歌手を目指して上京し、短大に通いながら歌のレッスンに励む[2]。
- 2011年4月 作曲家・櫻田誠一に師事
- 2012年4月4日 日本クラウンより『北海男節』でデビュー

恩師の櫻田誠一は、デビュー直前の3月19日に他界。最後の弟子となった。「デビュー曲は最初で最後に先生から頂いた大切な宝物の曲です。」とラジオやブログで語っている。姉弟子にクラウンの先輩でもある瀬口侑希がいる。
デビュー曲のカップリング曲『匠』を作詞したみずの稔については、「デビュー前からずっとお世話になっていて、私が師匠の櫻田誠一先生と出会うことができたのもみずの先生とのご縁があったからです」と語っている。
- 2013年2月 第49回日本クラウンヒット賞贈呈式にて新人賞受賞
- 2016年5月26日 三重県で開催された第42回先進国首脳会議（伊勢志摩サミット）では、鳥羽市のミキモト真珠島での「配偶者プログラム」のイベントで、伊勢音頭保存会と共に伊勢市の民謡「伊勢音頭」を披露した[5]。
- 2024年 AppleTV「Sunny」エピソード10にENKA SINGER役で出演

## ディスコグラフィ

### シングル
- すべて日本クラウンからリリース。

| #  | 発売日          | 曲順 | タイトル                         | 作詞         | 作曲         | 編曲           | オリコン 最高順位 | 規格品番  |
| -- | --------------- | ---- | -------------------------------- | ------------ | ------------ | -------------- | ----------------- | --------- |
| 1  | 2012年 4月4日   | 01   | 北海男節                         | 海老原秀元   | 桜田誠一     | 伊戸のりお     | -                 | CRCN-1608 |
| 1  | 2012年 4月4日   | 02   | 匠                               | みずの稔     | 桜田誠一     | 伊戸のりお     | -                 | CRCN-1608 |
| 2  | 2013年 2月6日   | 01   | 恋力                             | 松野勇氣     | 新井利昌     | 竜崎孝路       | -                 | CRCN-1680 |
| 2  | 2013年 2月6日   | 02   | 鴎屋の大将                       | 松野勇氣     | 新井利昌     | 竜崎孝路       | -                 | CRCN-1680 |
| 3  | 2014年 2月5日   | 01   | 待宵橋恋唄                       | 松野勇氣     | 岡千秋       | 伊戸のりお     | -                 | CRCN-1765 |
| 3  | 2014年 2月5日   | 02   | この恋待ったなし                 | 松野勇氣     | 岡千秋       | 伊戸のりお     | -                 | CRCN-1765 |
| 4  | 2015年 1月7日   | 01   | 土佐っぽ カツオ船                | 松野勇氣     | 岡千秋       | 南郷達也       | 46位              | CRCN-1844 |
| 4  | 2015年 1月7日   | 02   | 振られ上手                       | 松野勇氣     | 岡千秋       | 南郷達也       | 46位              | CRCN-1844 |
| 5  | 2016年 1月6日   | 01   | 純情一本気                       | 麻こよみ     | 岡千秋       | 前田俊明       | -                 | CRCN-1927 |
| 5  | 2016年 1月6日   | 02   | 斜め松                           | 麻こよみ     | 岡千秋       | 前田俊明       | -                 | CRCN-1927 |
| 6  | 2016年 12月7日  | 01   | おんな花火師 花舞台              | 万城たかし   | 岡千秋       | 蔦将包         | -                 | CRCN-8010 |
| 6  | 2016年 12月7日  | 02   | 人生すごろく                     | 万城たかし   | 岡千秋       | 蔦将包         | -                 | CRCN-8010 |
| 7  | 2017年 12月6日  | 01   | おんな牛若 運命橋                | 北爪葵       | 樋口義高     | 川村栄二       | -                 | CRCN-8106 |
| 7  | 2017年 12月6日  | 02   | ニッポン女子のお出ましよ         | 博多口       | 樋口義高     | 川村栄二       | -                 | CRCN-8106 |
| 8  | 2018年 12月5日  | 01   | 海峡迷子                         | かず翼       | 樋口義高     | 若草恵         | -                 | CRCN-8207 |
| 8  | 2018年 12月5日  | 02   | 東京かぐや姫                     | 北爪葵       | 樋口義高     | 若草恵         | -                 | CRCN-8207 |
| 9  | 2019年 12月4日  | 01   | ひとり珠洲岬                     | かず翼       | 岡千秋       | 若草恵         | -                 | CRCN-8295 |
| 9  | 2019年 12月4日  | 02   | こぼれ恋                         | かず翼       | 岡千秋       | 若草恵         | -                 | CRCN-8295 |
| 10 | 2020年 12月2日  | 01   | 能登の海風                       | たかたかし   | 弦哲也       | 猪股義周       | 44位              | CRCN-8366 |
| 10 | 2020年 12月2日  | 02   | まっこと男花                     | たかたかし   | 弦哲也       | 猪股義周       | 44位              | CRCN-8366 |
| 11 | 2021年 12月15日 | 01   | 純愛記〜大切な宝物〜             | 日野浦かなで | 樋口義高     | 椿拓也         | -                 | CRCN-8449 |
| 11 | 2021年 12月15日 | 02   | 鴎屋の大将(Remix)                | 松野勇氣     | 新井利昌     | 竜崎孝路       | -                 | CRCN-8449 |
| 12 | 2022年 5月18日  | 01   | アイツなんて feat.ユッコ・ミラー | 北爪葵       | 樋口義高     | ユッコ・ミラー | -                 | CRCN-8486 |
| 12 | 2022年 5月18日  | 02   | ニッポン女子のお出ましよII       | 博多口       | 樋口義高     | 川村栄二       | -                 | CRCN-8486 |
| 13 | 2023年 2月15日  | 01   | 花凛々と                         | かず翼       | 弦哲也       | 伊戸のりお     | -                 | CRCN-8552 |
| 13 | 2023年 2月15日  | 02   | 散って悔いなし 花吹雪            | かず翼       | 弦哲也       | 伊戸のりお     | -                 | CRCN-8552 |
| 14 | 2024年 4月3日   | 01   | 津軽挽歌                         | 石原信一     | 浜圭介       | 溝淵新一郎     | -                 | CRCN-8650 |
| 14 | 2024年 4月3日   | 02   | 島唄慕情                         | 有光あきら   | 滝川くにへい | 水谷高志       | -                 | CRCN-8650 |
| 15 | 2025年 5月14日  | 01   | からくり歌舞伎 万華鏡            | 水木れいじ   | 浜圭介       | 若草恵         | -                 | CRCN-8745 |
| 15 | 2025年 5月14日  | 02   | この町 この駅で                  | 中西りえ     | 滝川くにへい | 水谷高志       | -                 | CRCN-8745 |

### アルバム
| 発売日        | タイトル                           | 規格品番   |
| ------------- | ---------------------------------- | ---------- |
| 2016年12月7日 | 中西りえ ファースト・アルバム 歌力 | CRCN-20424 |

## 出演

### テレビ番組
- BS日本のうた（NHK-BS）

1. 2013年06月 京都府・宇治市
2. 2014年07月 京都府・宇治市
3. 2015年03月 山梨県・韮崎市
4. 2015年12月 栃木県・日光市
5. 2016年02月 長野県・上田市
6. 2016年03月 山梨県・韮崎市(セレクション)
7. 2016年06月 茨城県・結城市
8. 2016年10月 栃木県・日光市
9. 2017年01月 スペシャル企画！歌って笑ってカラオケ新年会▽招福！芸達者歌手
10. 2017年04月 「超ド級！演歌頂上決戦　スター候補のニューウェーブも大集結！
11. 2017年06月 「歌と笑いがてんこ盛り！人生歌謡劇場・人情ヤキヤキ物語」
12. 2017年08月 「永久保存まちがいナシ！トップスター候補大熱唱！」
13. 2017年10月 「永久保存まちがいナシ！トップスター候補大熱唱！」
14. 2017年11月 「永久保存版！生誕80年美空ひばりスペシャル！怒濤の26曲」
15. 2018年01月 岐阜県・高山市
16. 2018年05月 北海道・稚内市
17. 2018年06月 茨城県・結城市(セレクション)
18. 2018年11月 新潟県・南魚沼市
19. 2019年06月 山形県・鶴岡市
20. 2020年04月 茨城県・龍ケ崎市
21. 2021年09月 北海道・中標津町
22. 2023年09月 兵庫県・姫路市
23. 2024年04月 愛知県・幸田町

- はやウタ（NHK）

1. 2021年06月20日
2. 2022年07月18日
3. 2023年05月08日
4. 2024年07月22日

- オールスター合唱バトル（フジテレビ）

1. 2022年12月03日　パイロット版　演歌合唱団
2. 2023年05月14日　第1回　演歌合唱団　優勝
3. 2023年12月28日　第2回　演歌合唱団　優勝

- ごごウタ（NHK総合テレビ）
- サブちゃんと歌仲間（BSジャパン）
- 洋子の演歌一直線（テレビ東京系）
- 演歌女子。（歌謡ポップスチャンネル）第21話・第22話
- 歌謡プレミアム（BS日テレ、2018年3月26日）
- あさうたワイド（BS日テレ、2021年6月3日）
- ハッピーミュージック〜藤森美伃と共に〜（BS12、2022年9月24日）
- うたってハマって（BS12、2024年4月8日）

### ラジオ
- 夏木ゆたかのホッと歌謡曲（ラジオ日本）
- おはよう歌一番（ラジオ日本）
- 走れ!歌謡曲（文化放送）
- きらめき歌謡ライブ（NHKラジオ）
- 日曜バラエティー（NHKラジオ）
- イチ押し 歌のパラダイス（NHKラジオ）
- アニソン・アカデミー（NHKラジオ）第462回「名曲発掘！演歌歌手が歌うアニソン特集」2023年3月25日）
- Brand New えんか（STVラジオ）
- 三山ひろしの演歌の夜明け（BSN新潟放送他）
- PAO〜N（KBCラジオ）
- はっけんラジオ（NHKラジオ福岡）

### 配信ドラマ
- AppleTV「Sunny」エピソード10　ENKA SINGER役

### 配信TV
- テレビ朝日公式YouTubeチャンネル【動画、はじめてみました】
- テレビ朝日公式YouTubeチャンネル＆TELASA「まいにち賞レース」【演歌歌手対抗！令和のバズリ曲カラオケGP】